# سقنقورریختان
سقنقورریختان (نام علمی: Scincomorpha) نام یک فروراسته از زیرراسته سخت‌زبانان است.

## نگارخانه

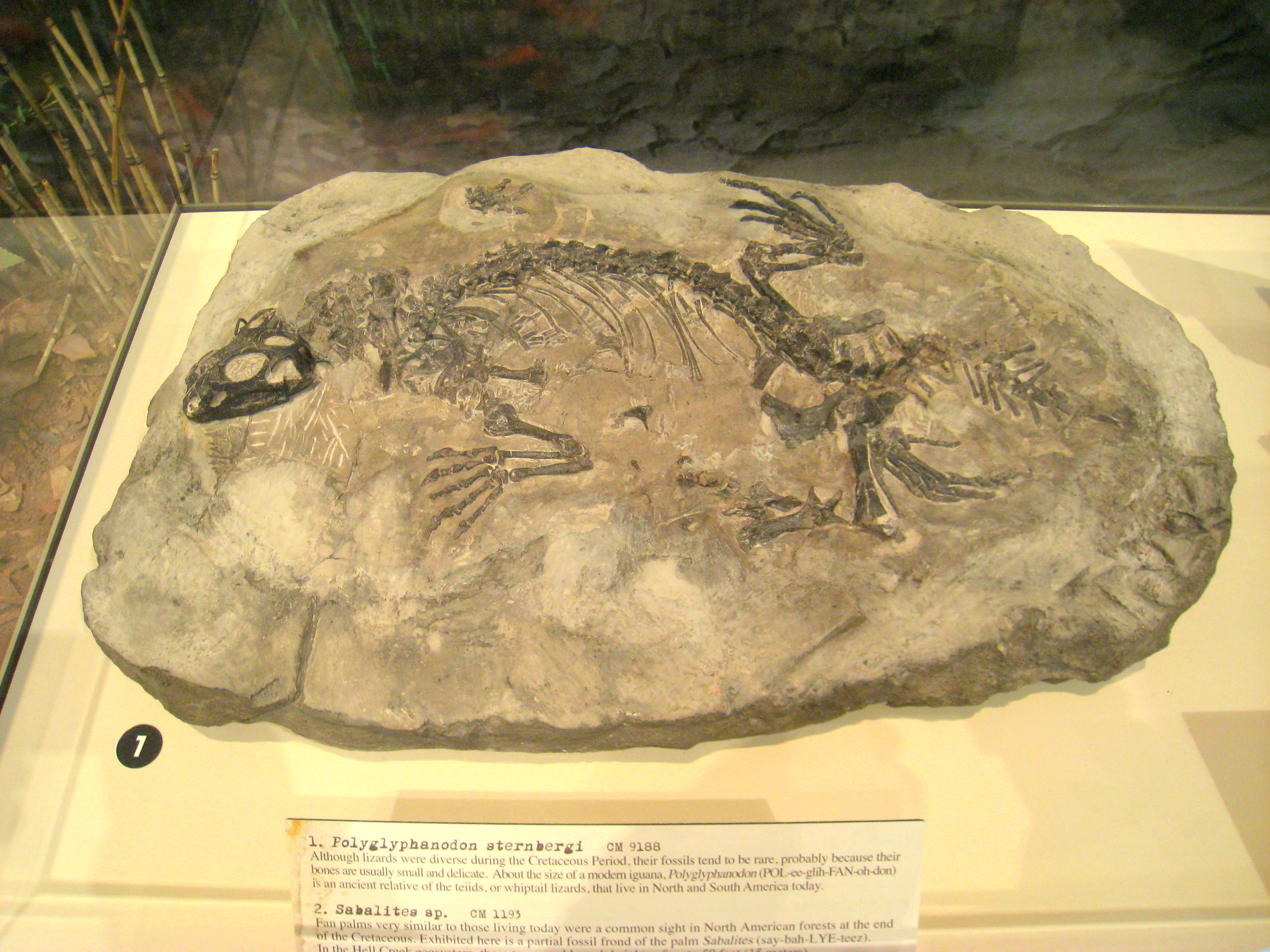
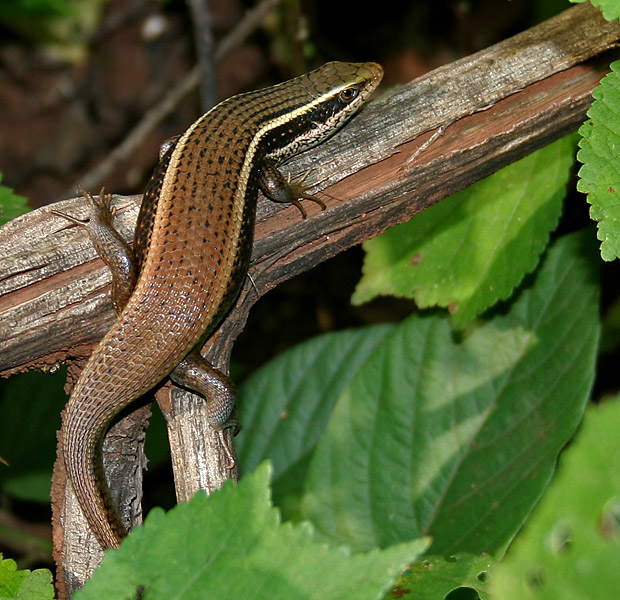